# Acrofobia

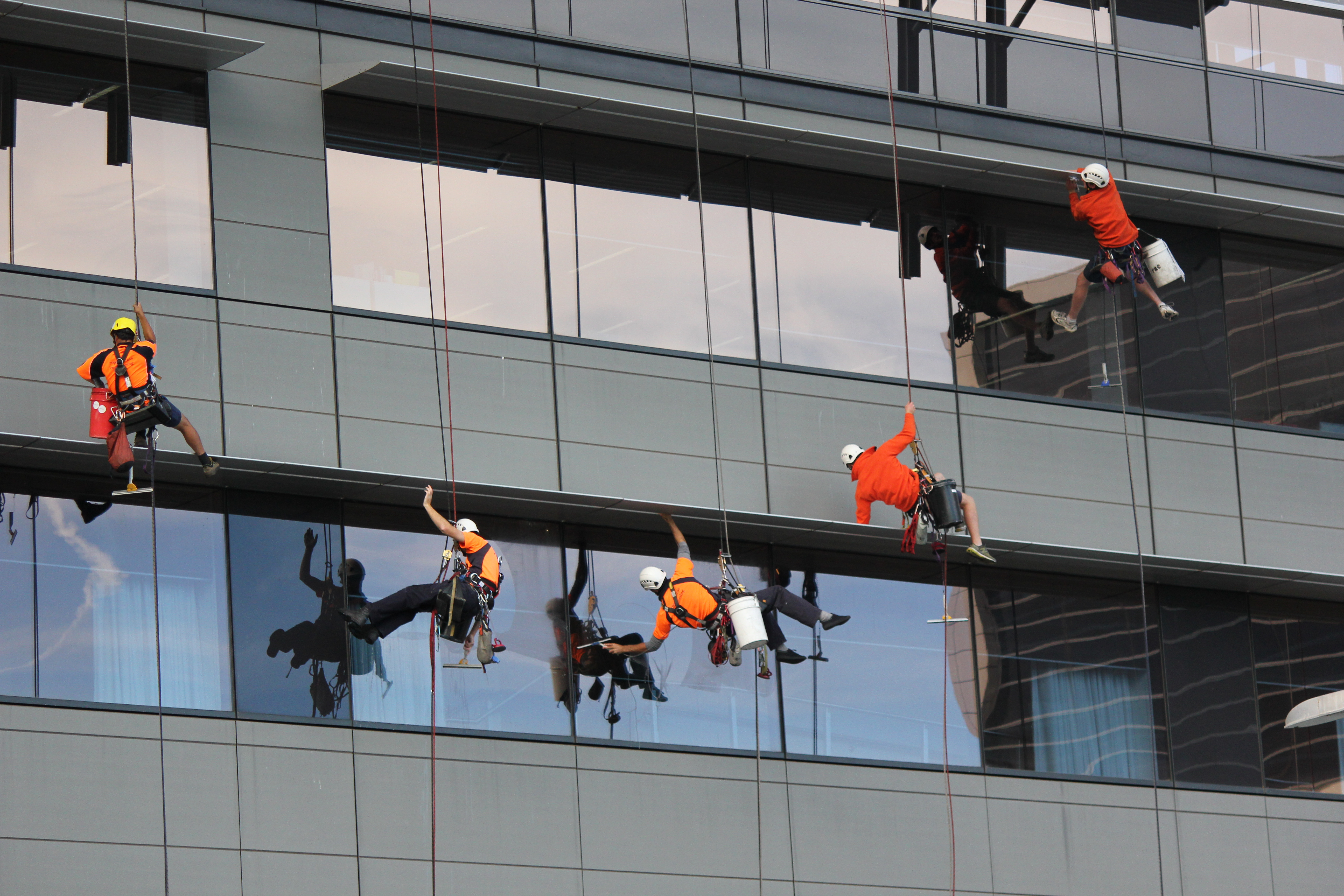
A fobia pode ser impedimento para alguns trabalhos, principalmente os que envolvem altitudes

A Acrofobia é o medo compulsivo e irracional de altura. Esta patologia causa tremores, suor excessivo, ansiedade e outros sintomas em seus portadores quando expostos a lugares altos. Não confundir com Aerofobia que é o medo compulsivo de voar em aviões, a acrofobia normalmente está ligada a uma pessoa que sente medo compulsivo quando está em algum lugar alto sem nenhuma estrutura envolvendo seu corpo, porem nada impede que alguém que tenha Aerofobia tenha também Acrofobia e vice-versa.
O tratamento é feito com psicoterapia, sessões de exposição e em casos mais graves com psiquiatras e remédios para diminuição da ansiedade do seu portador.